# وليد دماج
وليد أحمد ناجي دماج (10 مارس 1973 - 19 أغسطس 2022)، هو كاتب روائي يمني.
وُلد في قرية الجرفات عزلة النقيلين مديرية السياني محافظة إب لأسرة أدبية معروفة، درس في إب وصنعاء حتى حصل على بكالوريوس محاسبة من جامعة صنعاء. بدأت علاقته بالأدب منذ فترة مبكرة في حياته، اعتمادًا على مكتبة أبيه ومكتبات أخرى يملكها كبار الأسرة في منازلهم. رغم أنه في فترة من حياته اتجه لدراسة المحاسبة إلا أنه بتأثير عميق من بداياته لم يجد نفسي في غير مجال الفن والأدب، فكتب الشعر ثم اتجه لكتابة القصة القصيرة، ولكنه رسى على ضفاف عالم الرواية الذي وجد فيه مستقرًا ومستودعًا. عمل رئيسًا للمكتب التنفيذي لصنعاء عاصمة الثقافة العربية 2004، ومديرًا تنفيذيًا لصندوق التراث والتنمية الثقافية، ثم مستشارًا لرئيس الجهاز المركزي للرقابة والمحاسبة. شارك في الكثير من الندوات والفعاليات الأدبية والثقافية.

## وفاته
توفي صباح يوم الجمعة 19 أغسطس 2022 في مدينة عدن، إثر أزمة قلبية مفاجئة.

## من مؤلفاته
- رواية: “ظلال الجفر” (2011).
- رواية: وهُم” (2015).
- رواية: ”وقش: هجرة الشمس” (2019).
- رواية: أبو صهيب العزي” الصادرة عن “دار أروقة”.

## جوائز
- درع الشعراء الشباب (2004).
- جائزة دبي الثقافية لعام (2011) عن رواية “ظلال الجفر”.